# Dith Pran
Dith Pran (Siem Reap, 27 settembre 1942 – New Brunswick, 30 marzo 2008) è stato un fotoreporter cambogiano sfuggito al genocidio cambogiano, la cui storia ha ispirato il film Urla del silenzio.

## Biografia
Nel 1975 Dith Pran e Sydney Schanberg, giornalista del New York Times, decidono di restare in Cambogia per testimoniare la presa di Phnom Penh da parte dei Khmer rossi. Al contrario dei giornalisti stranieri, Pran non fu poi autorizzato a lasciare il paese e fu incarcerato per 4 anni in un campo di lavoro, mentre i suoi fratelli vennero uccisi. Nel 1978 riuscì a fuggire in Thailandia e poi da lì raggiunse gli Stati Uniti; dal 1980 lavorò al New York Times come fotoreporter. Pran morì nel 2008 a causa di un cancro al pancreas, diagnosticato 3 mesi prima.